# Borough of Redditch
Borough of Redditch är ett distrikt (motsvarande kommun) i grevskapet Worcestershire i England, Storbritannien. Distriktet har 87 132 invånare (2022). Det består av staden Redditch med omgivande landsbygd. Större delen av distriktet saknar civil parishes, men i sydväst finns Feckenham civil parish.